# خورخه مارینه
خورخه مارینه (به اسپانیایی: Jorge Mariné‎؛ ۲۴ سپتامبر ۱۹۴۱ – ۲۲ فوریهٔ ۲۰۲۵) دوچرخه‌سوار اهل اسپانیا بود.
وی در بازی های المپیک تابستانی ۱۹۶۴ حضور داشته‌است.
مارینه در ۲۲ فوریهٔ ۲۰۲۵، در سن ۸۳ سالگی درگذشت.